# Spjutkastning för damer i friidrott vid olympiska sommarspelen 1976
Damernas spjutkastning vid olympiska sommarspelen 1976 i Montréal avgjordes den 23-24 juli. 

## Medaljörer
| Gren          | Guld                     | Guld    | Silver                       | Silver  | Brons              | Brons   |
| Spjutkastning | Ruth Fuchs · Östtyskland | 65,94 m | Marion Becker · Västtyskland | 64,70 m | Kate Schmidt · USA | 63,96 m |

## Resultat

### Final
| Plats | Kastare                      | Längd (m) |
| ----- | ---------------------------- | --------- |
| 1     | Ruth Fuchs (GDR)             | 65,94 OR  |
| 2     | Marion Becker (FRG)          | 64,70     |
| 3     | Kate Schmidt (USA)           | 63,96     |
| 4     | Jacqueline Todten (GDR)      | 63,84     |
| 5     | Sabine Sebrowski (GDR)       | 63,08     |
| 6     | Swetlana Babitsch (URS)      | 59,42     |
| 7     | Nadeschda Jakubowitsch (URS) | 59,16     |
| 8     | Karin Smith (USA)            | 57,50     |